# Tirilolo (Baucau)
Tirilolo ist ein osttimoresischer Suco im Verwaltungsamt Baucau (Gemeinde Baucau).

## Geographie

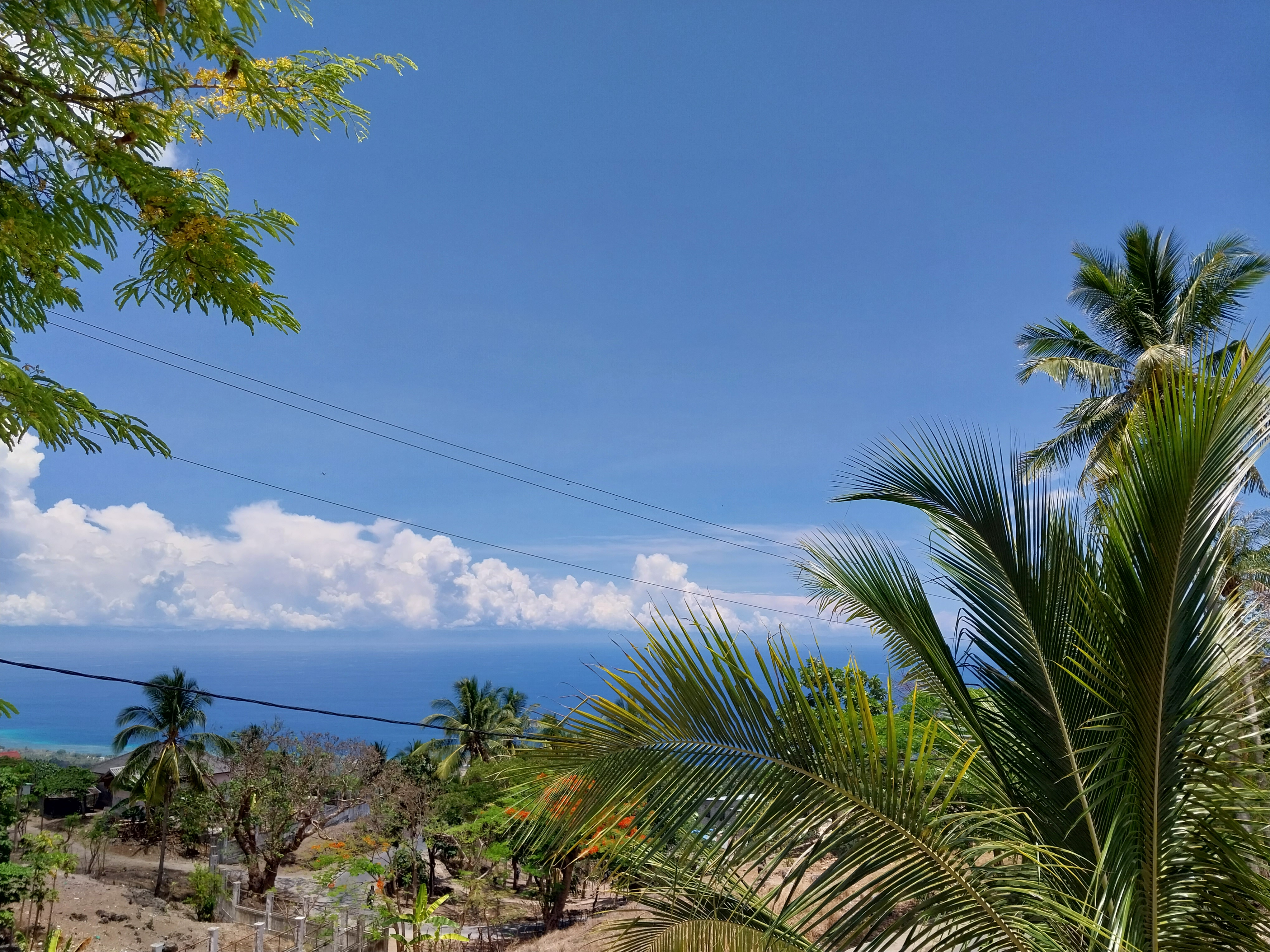
Bei der Altstadt von Baucau

Tirilolo liegt im Norden des Verwaltungsamts Baucau. Auf der Landkarte erinnern seine Umrisse an einen Stachelrochen, mit einem großen Kopf im Nordwesten von Baucau, an der Straße von Wetar und einen langen Schwanz, der sich im Süden anschließt und einen großen Bogen nach Osten bis fast wieder an die Küste zieht. Westlich befindet sich der Suco Triloca, südlich die Sucos Gariuai und Uailili und östlich die Sucos Buibau, Bahu, Caibadas Westexklave und Buruma. Von Tirilolo nahezu umschlossen sind der Suco Bahu und das Hauptterritorium Caibadas. Zweimal durchquert den Suco die Überlandstraße von der Landeshauptstadt Dili zur Stadt Baucau und weiter nach Osten Richtung Com, eine der wichtigsten Verkehrswege des Landes.
Bereits 2004 wurde Tirilolo der Suco Caicido angegliedert. Vor der Gebietsreform 2015 hatte Tirilolo ein kompaktes Territorium im Nordwesten Baucaus und eine Fläche von 46,55 km². Nun sind es 59,34 km². Tirilolo gab kleine Gebiete, inklusive des Ortes Haurobu im Nordosten an Caibada ab, die Grenze zu Triloca wurde neu gezogen und der „Schwanz“ aus Gebieten von Bahu, Caibada und Buruma gebildet.
Im Suco liegt der Großteil der Neustadt der Gemeindehauptstadt Baucau, mit der Igreja de Vila Nova (Kirche der Neustadt). Die Ortsteile Baucaus, die im Suco Tirilolo liegen, sind Lutumuto (Lutu Mutu), Sama Itibaha und Uatu Lete. Das Hospital von Tirilolo wurde 2022 in ein medizinisches Labor und eine Isolierstation umgebaut.
Nördlich der Überlandstraße liegen die anderen größeren Siedlungen des Sucos, die Orte Osso-Ua (Osso Ua, Ossowa), Uaisa, Caibolale, Parlamento, Lialailesso (Lialaileso, Lialaicese) und Caicido (Caisido, Caisidu). In Lialailesso, Osso-Und andere und in Caicido (Escola Primaria Caicido) gibt es jeweils eine Grundschule und im Suco zwei Prä-Sekundärschulen (Escola Presecundaria No. 3 Vila Nova und Escola Pre-Secundario Kota Lama) am Flughafen noch einen Hubschrauberlandeplatz.
Bei Osso-Ua liegen mehrere Höhlen und Felsüberhänge.
Im Suco befinden sich die sechs Aldeias Betulale, Caicido, Lialailesso, Lutumuto, Osso-Ua und Parlamento.

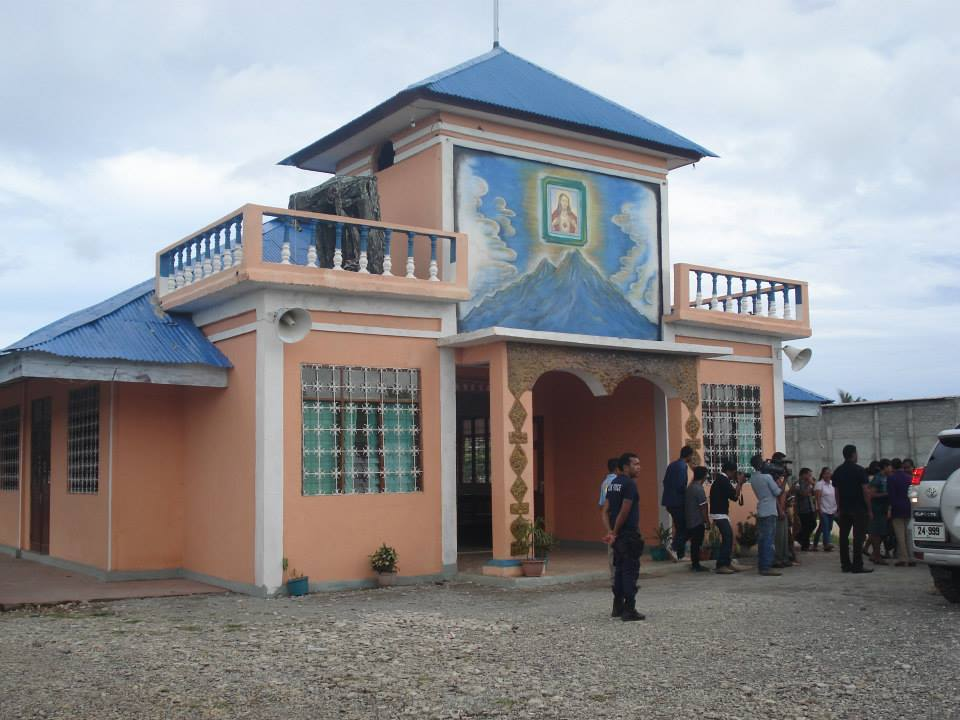
Igreja de Vila Nova
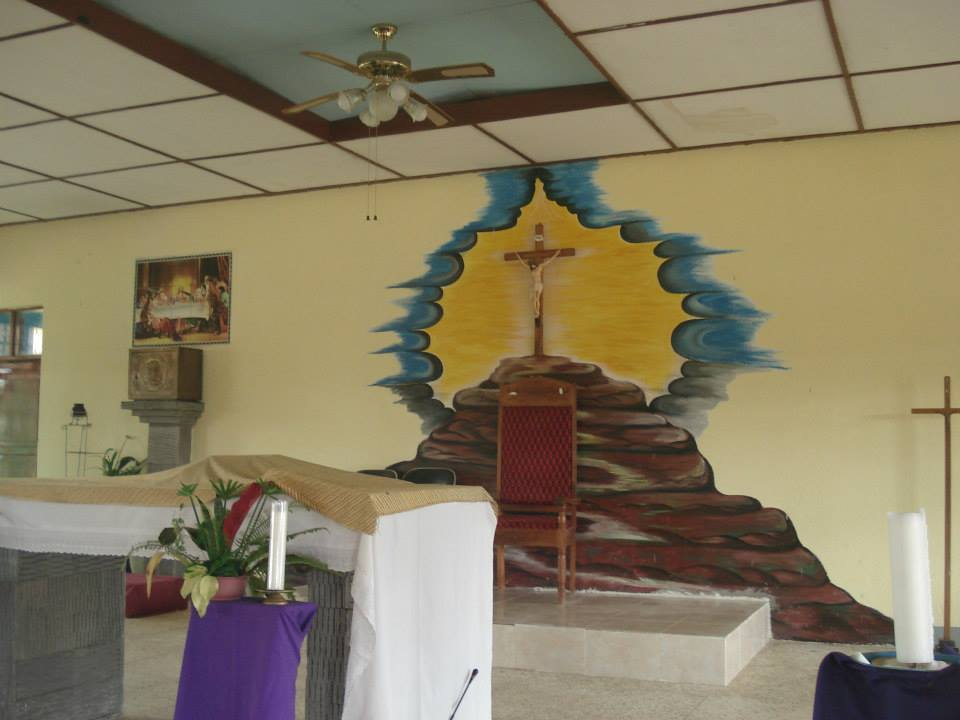
In der Kirche
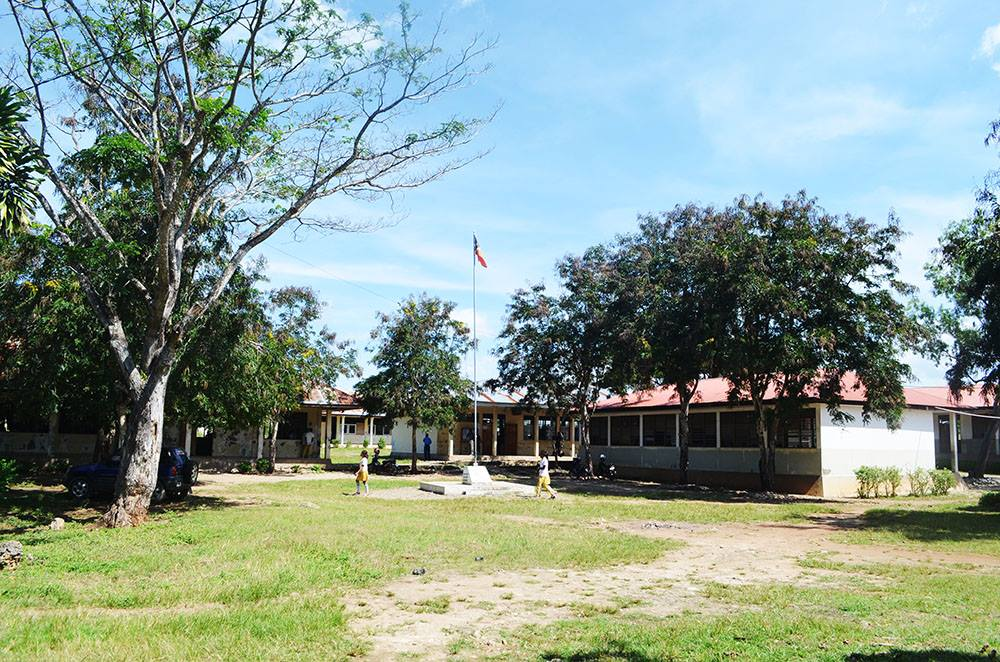
Escola Secundária Nº. 2 Vila Nova
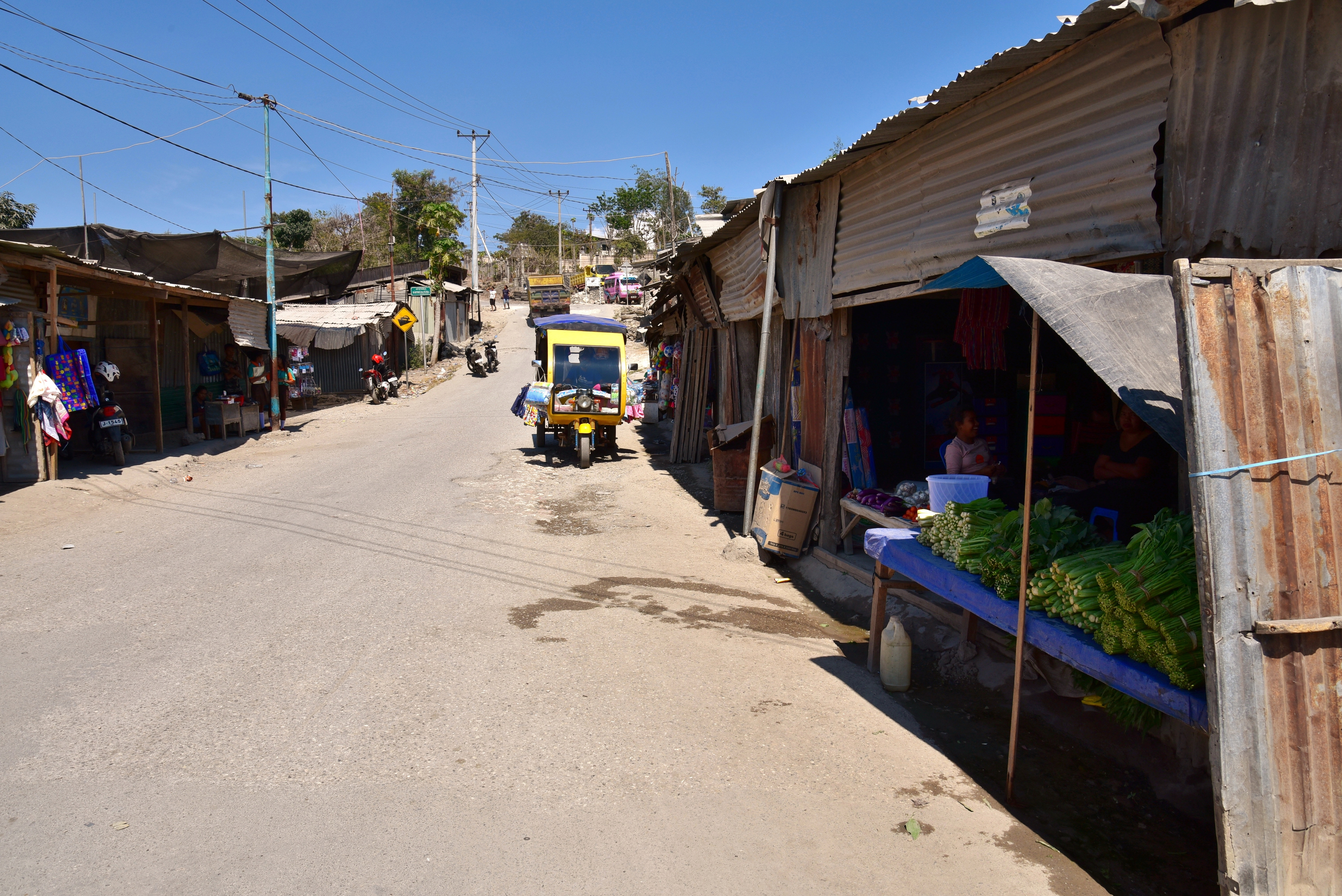
Straße in der Neustadt von Baucau
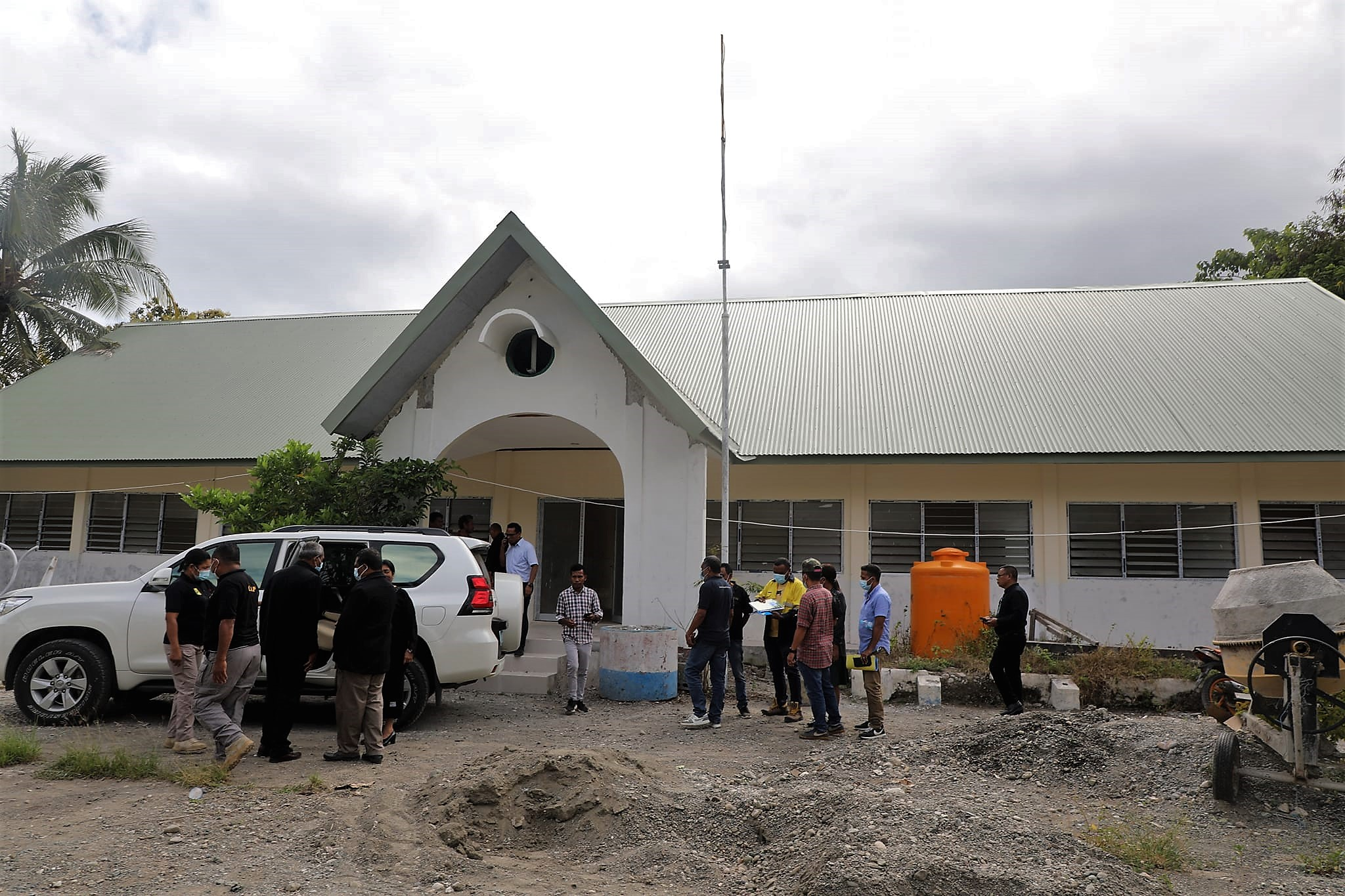
Das ehemalige Hospital von Tirilolo

## Einwohner

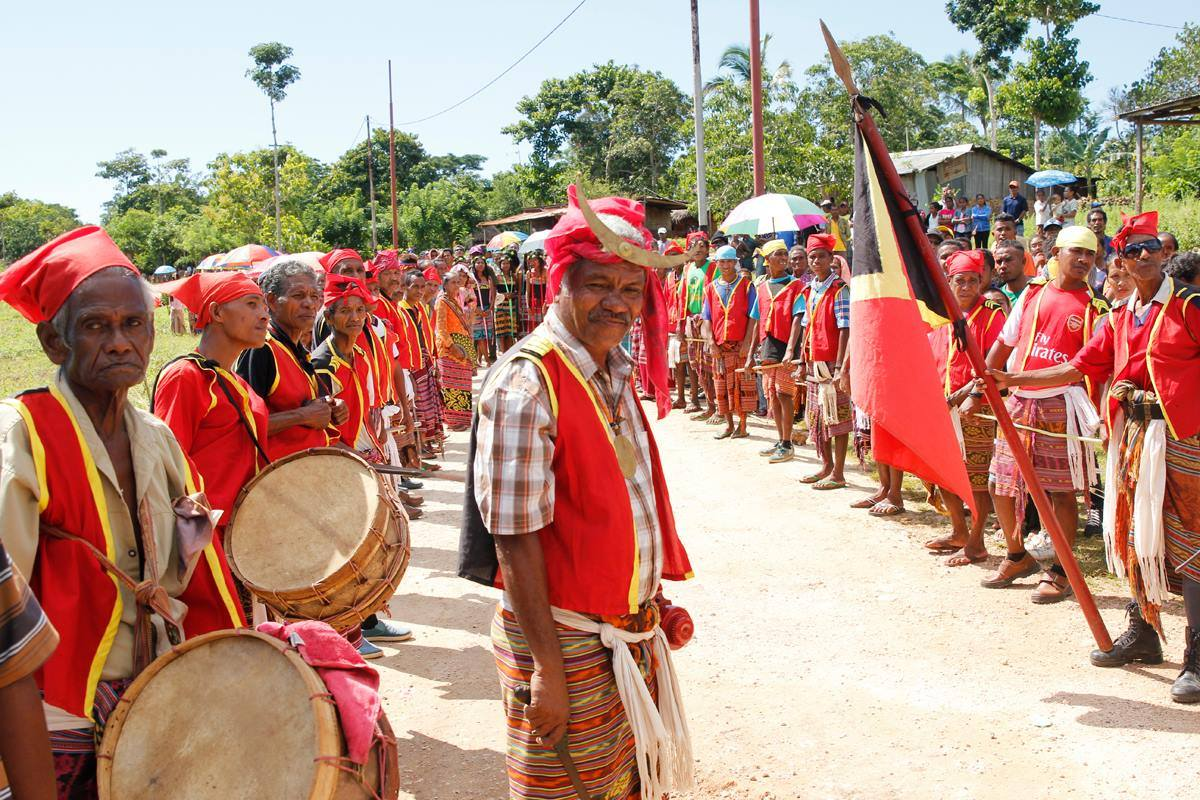
Moradores in Tirilolo (2016)

Im Suco leben 12.969 Einwohner (2022), davon sind 6.507 Männer und 6.462 Frauen. 10.202 von ihnen leben in der Stadt Baucau, die anderen in ländlichen Gebieten des Sucos. Im Suco gibt es 2.306 Haushalte. Fast 80 % sprechen als Muttersprache den „Küstendialekt“ des Waimaha, das zu den Kawaimina-Sprachen gehört. Junge Leute nehmen aber immer mehr die Amtssprache Tetum als ihre Erstsprache an. Der Dialekt Tetum Prasa wird von über 10 % der Bevölkerung gesprochen. Unter 10 % verwenden Makasae.

## Geschichte
In Caicido gab es Ende 1979 ein indonesisches Lager für Osttimoresen, die zur besseren Kontrolle von den Besatzern umgesiedelt werden sollten.
Die ursprüngliche Bevölkerung des Sucos blieb weitgehend verschont, von Umsiedlungsaktionen und Zerstörungen während der indonesischen Besatzungszeit.

## Politik

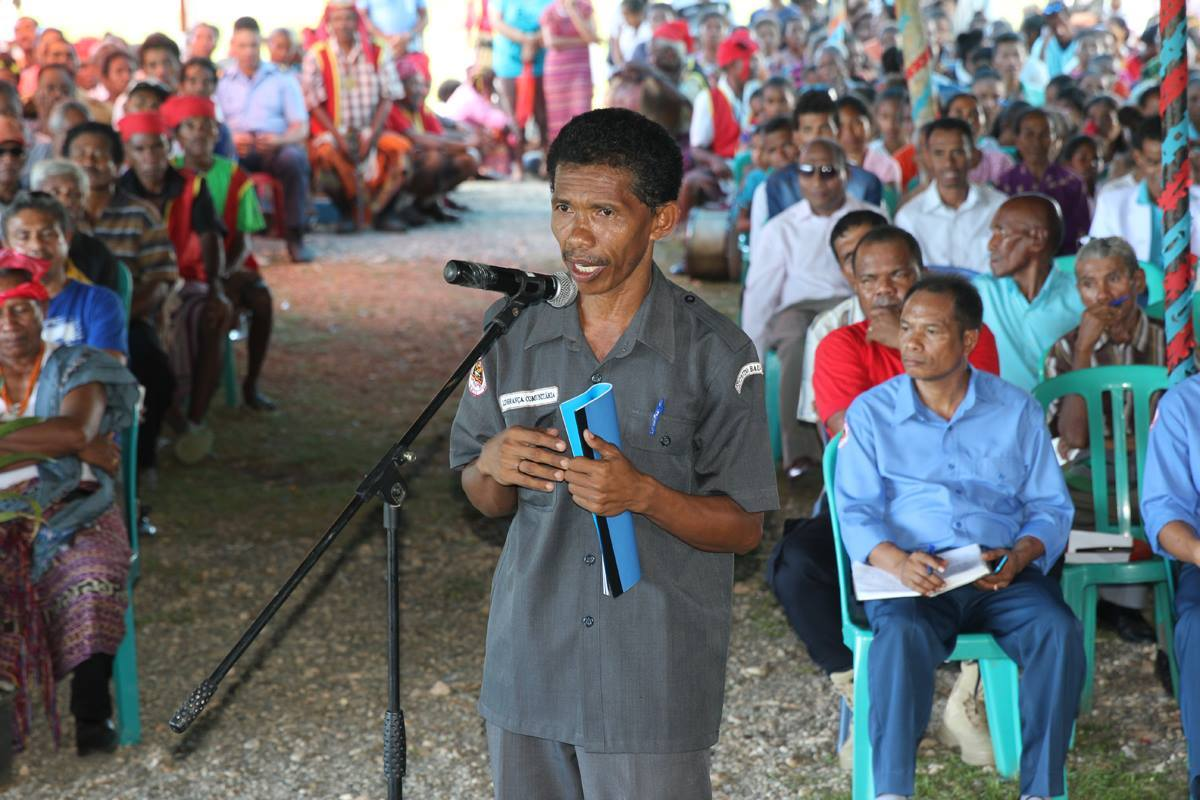
Ricardo Ernesto Belo (2016)

Bei den Wahlen von 2004/2005 wurde Aleixo da Silva Belo zum Chefe de Suco gewählt. Bei den Wahlen 2009 gewann Ricardo Ernesto Belo, der 2016 in seinem Amt bestätigt wurde. 2023 gewann Elvino Freitas Belo die Wahlen.
2023 wurden zum Chefe de Aldeias gewählt: Hermes S. dos Santos Belo (Betulale), Carlos de Assis Bento (Caicido), Damião da Silva (Lialailesso), Carlos da Costa Belo (Lutumuto), Estevão Alfredo Belo (Osso-Ua) und Manuel Freitas (Parlamento).